# Henk-Jan Held
Hendrik Jan "Henk Jan" Held, född 12 november 1967 i Renswoude, är en nederländsk volleybollspelare.
Han blev olympisk guldmedaljör i volleyboll vid sommarspelen 1996 i Atlanta.